# Sayuri Sugawara
Sayuri Sugawara (jap. 菅原 紗由理, Sugawara Sayuri; * 29. Juni 1990 in Yokote, Präfektur Akita, Japan) ist eine japanische Sängerin. Sie erreichte vor allem durch das Lied Kimi ga Iru Kara (君がいるから) Popularität, den Titelsong zur japanischen Version des Videospiels Final Fantasy XIII.

## Biografie
Sayuri Sugawara steht bei dem Plattenlabel For Life Music Entertainment unter Vertrag. Am 17. Dezember 2008 veröffentlichte sie digital ihren ersten Song „Destiny“. Im April 2009 erschien dann ihre EP Kimi ni Okuru Uta.
Am 3. September 2009 trat Sugawara bei der Premiere von Final Fantasy XIII auf, nachdem bekanntgegeben wurde, das „Kimi ga Iru Kara“ der Titelsong zu dem Videospiel sein wird. Die Single erschien am 2. Dezember 2010, zwei Wochen vor dem japanischen Veröffentlichungstermin von Final Fantasy XIII. „Kimi da Iru Kara“ hielt sich elf Wochen in den japanischen Oricon-Charts und erreicht Platz 11. Ihr erstes Album, First Story, erschien in Japan am 27. Januar 2010.

## Diskografie

### Alben
| Jahr | Titel             | Höchstplatzierung, Gesamtwochen, AuszeichnungChartsChartplatzierungen (Jahr, Titel, Platzierungen, Wochen, Auszeichnungen, Anmerkungen) | Anmerkungen                             |
| Jahr | Titel             | JP | Anmerkungen                             |
| ---- | ----------------- | --- | --------------------------------------- |
| 2009 | キミに贈る歌      | — | Erstveröffentlichung: 8. April 2009     |
| 2010 | First Story       | JP14 (6 Wo.)JP | Erstveröffentlichung: 27. Januar 2010   |
| 2010 | Close To You      | JP50 (5 Wo.)JP | Erstveröffentlichung: 22. Dezember 2010 |
| 2011 | Forever...        | JP31 (2 Wo.)JP | Erstveröffentlichung: 20. Juli 2011     |
| 2012 | Open The Gate     | — | Erstveröffentlichung: 14. November 2012 |
| 2014 | Call To Action    | — | Erstveröffentlichung: 26. Mai 2014      |
| 2015 | Butterfly Effect  | — | Erstveröffentlichung: 25. November 2015 |
| 2020 | Best Of 3650 Days | — | Erstveröffentlichung: 8. April 2020     |

### Singles
| Jahr | Titel Album               | Höchstplatzierung, Gesamtwochen, AuszeichnungChartsChartplatzierungen (Jahr, Titel, Album, Platzierungen, Wochen, Auszeichnungen, Anmerkungen) | Anmerkungen                              |
| Jahr | Titel Album               | JP | Anmerkungen                              |
| ---- | ------------------------- | --- | ---------------------------------------- |
| 2009 | A Song for You –          | JP— Gold (Downloads) + Platin (Mobile Downloads)JP                                                                                             | Erstveröffentlichung: 8. April 2009      |
| 2009 | The Promise of That Day – | JP17 (4 Wo.)JP | Erstveröffentlichung: 30. September 2009 |
| 2009 | Because I have you –      | JP11 Gold (Mobile Downloads) · (11 Wo.)JP | Erstveröffentlichung: 2. Dezember 2009   |
| 2010 | I Can’t be Honest –       | JP18 (7 Wo.)JP | Erstveröffentlichung: 19. Mai 2010       |
| 2010 | The Word "Like" –         | JP37 (3 Wo.)JP | Erstveröffentlichung: 1. September 2010  |
| 2011 | Before Tomorrow –         | — | Erstveröffentlichung: 19. Mai 2011       |
| 2012 | はばたくキミへ –          | — | Erstveröffentlichung: 28. März 2012      |